# 少林塔沟武术学校
少林塔沟武术学校位於中國河南省鄭州市登封市，是中國最大的武術學校之一。該校由劉寶山於1978年始建，曾在電影《The Real Shaolin》中出現。

## 外部連結
- 少林塔溝武術學校官方網站（中文）
- 少林塔溝武術學校官方網站（英語）